# Ходжатогай
Ходжатога́й (каз. Қожатоғай) — село у складі Ариської міської адміністрації Туркестанської області Казахстану. Адміністративний центр Ходжатогайського сільського округу.
Населення — 1748 осіб (2021; 2120 у 2009, 2040 у 1999, 2547 у 1989).